# Winter in Hamburg
"Winter in Hamburg" is een single van de Nederlandse band Frank Boeijen Groep uit het najaar van 1987. Het nummer werd uitgebracht op hun album Welkom in Utopia uit 1987. Op 1 november dat jaar werd het nummer uitgebracht als de tweede single van het album.

## Achtergrond
"Winter in Hamburg" is geschreven en geproduceerd door zanger Frank Boeijen. In het nummer is de zanger gedurende de winter met zijn geliefde op vakantie in de Duitse stad Hamburg.  In Nederland werd de plaat eind 1987 veel gedraaid op Radio 2 en Radio 3 en werd een radiohit. Vreemd genoeg bereikte de plaat de Nederlandse Top 40 niet en bleef steken op de 7e positie in de Tipparade. De plaat bereikte in december 1987 wél de 46e positie in de publieke hitlijst; de Nationale Hitparade Top 100.
In België (Vlaanderen) werd de plaat ook veel gedraaid op de radio, maar behaalde desondanks géén notering in zowel de voorloper van de Vlaamse Ultratop 50 als de Vlaamse Radio 2 Top 30. 
Desondanks blijkt het een populaire plaat; zo staat deze sinds de editie van december 2009 (met twee afwezigheden) genoteerd in de jaarlijkse NPO Radio 2 Top 2000 van de Nederlandse publieke radiozender NPO Radio 2, met een 1158e positie in 2014 als hoogste notering.

## Hitnoteringen

### Nationale Hitparade Top 100
| Hitnotering: 05-12-1987 t/m 23-01-1988 | Hitnotering: 05-12-1987 t/m 23-01-1988 | Hitnotering: 05-12-1987 t/m 23-01-1988 | Hitnotering: 05-12-1987 t/m 23-01-1988 | Hitnotering: 05-12-1987 t/m 23-01-1988 | Hitnotering: 05-12-1987 t/m 23-01-1988 | Hitnotering: 05-12-1987 t/m 23-01-1988 | Hitnotering: 05-12-1987 t/m 23-01-1988 | Hitnotering: 05-12-1987 t/m 23-01-1988 |
| Week                                   | 1                                      | 2                                      | 3                                      | 4                                      | 5                                      | 6                                      | 7                                      |                                        |
| -------------------------------------- | -------------------------------------- | -------------------------------------- | -------------------------------------- | -------------------------------------- | -------------------------------------- | -------------------------------------- | -------------------------------------- | -------------------------------------- |
| Positie                                | 69                                     | 56                                     | 48                                     | 46                                     | 80                                     | 83                                     | 90                                     | uit                                    |

### NPO Radio 2 Top 2000
| Nummer met noteringen in de NPO Radio 2 Top 2000 | '09  | '10 | '11  | '12  | '13  | '14  | '15  | '16  | '17  | '18 | '19  | '20  | '21  | '22  | '23  | '24  |
| ------------------------------------------------ | ---- | --- | ---- | ---- | ---- | ---- | ---- | ---- | ---- | --- | ---- | ---- | ---- | ---- | ---- | ---- |
| Winter in Hamburg                                | 1472 | -   | 1891 | 1417 | 1479 | 1158 | 1820 | 1893 | 1548 | -   | 1991 | 1834 | 1885 | 1761 | 1944 | 1605 |

1. ↑  Een '-' betekent dat het nummer niet was genoteerd en een vetgedrukt getal geeft de hoogste notering aan.
2. ↑  2009 was het eerste jaar met een notering voor dit nummer.